# ذكورة هشة
الذكورة الهشة أو الهشاشة الذكورية هو مفهوم يعبر عن القلق الذي يصيب الذكور الذين يشعرون أنهم لا يستوفون المعايير الثقافية للذكورة. وتشير الأدلة إلى أن هذا المفهوم ضروري لفهم تصوراتهم وسلوكياتهم. 

## مفهوم
الرجولة تُعتَقَد أنها وضع اجتماعي شاق.  وعلى عكس الأنوثة، يُعتقد أنها "متنازعة وهشة"، وتحتاج إلى الإثبات مرارًا وتكرارًا. إنها ليست حتمية ولا دائمة؛ يجب أن تُكتسَب "ضد الظروف القوية". ونتيجة لذلك، قد يرد الرجال الذين يتحدى رجولتهم بطرق غير مرضية، أو حتى ضارة 

## عوامل

### السلالة والعرق
العرق هو عامل في المعايير الأمريكية للذكورة. يُحرم الرجال ذوي البشرة الملونة من الذكورة المهيمنة، وكذلك الرجال البيض من الطبقة العاملة.  وهذا ينطوي على تداعيات على مسارات حياة والمواقف النفسية للرجال الأمريكيين من أصل أفريقي. 
في كثير من الأحيان، لا يتمكن الرجال الأميركيون الآسيويون من أن يُنظر إليهم على أنهم ذكور في المجتمع الأميركي، وهناك غضب متزايد من الشبان الآسيويين الأمريكيين بسبب عدم قدرتهم على التأقلم مع معايير الرجولة الأمريكية.  إنها شكوى شائعة بين الشباب الأمريكيين الآسيويين الذين يكافحون من أجل التنافس مع الرجال الأمريكيين البيض على النساء الآسيويات.  أدى هذا الغضب إلى تشكيل مجتمعات عبر الإنترنت للرجال الآسيويين الذين يشعرون بالقلق بشأن سمعتهم،  وقد تورط اثنان من هذه المجتمعات على موقع ريديت في التحرش عبر الإنترنت بالنساء الآسيويات اللاتي تربطهن علاقات عابرة للأعراق مع الرجال الأمريكيين البيض.   ومن ناحية أخرى، رفض بعض الرجال الأميركيين الآسيويين مفهوم الرجولة السائد واعتنقوا شكلًا بديلًا للرجولة، الذي يقدر التعليم والالتزام بالقانون على المفاهيم الأميركية للرجولة. 

### عمر
بينما يحاول الشباب العثور على مكانهم في المجتمع،  يصبح العمر متغيرًا مهمًا في فهم هشاشة الذكور. يظهر الرجال في الفئة العمرية 18-25 عامًا سلوكًا أكثر خطورة وأكثر عدوانية.  في بعض الأماكن، يواجه الرجال الأصغر سنًا تهديدات مستمرة لرجولتهم ويجب عليهم إثبات رجولتهم يوميًا. كلما زاد تهديد الرجولة، كلما زادت العدوانية. 

## سلوك
عندما يشعر الرجال أن رجولتهم مهددة، فإنهم غالبا ما يحاولون استعادة إحساسهم بالسلطة. قد تشمل التهديدات وجود مشرفة أنثى أو الحصول على وظيفة يُنظر إليها تقليديًا على أنها أنثوية. وقد يكون رد فعلهم من خلال الانخراط في سلوك ضار، مثل تقويض زملائهم وإساءة معاملتهم، والكذب لتحقيق مكاسب شخصية، وحجب المساعدة، وسرقة ممتلكات الشركة.  
التحرش عبر الإنترنت هو رد فعل شائع من الرجال الذين يتعرضون للترهيب من خلال استعراض القوة من قبل النساء.  
وجدت دراسة أجريت عام 2012، باستخدام عينة متنوعة عرقيًا من نزلاء السجون، أن أولئك الذين سجلوا درجات عالية في مقاييس "الذكورة الهشة" يميلون إلى الشعور بعدم الارتياح تجاه النساء. 

### صحة
وجدت دراسة أجريت عام 2014 أن الرجال الذين أيدوا القيم التقليدية للذكورة كانت لديهم نتائج صحية أسوأ.  الرجال الذين لديهم معتقدات ذكورية تقليدية هم أكثر عرضة لإظهار سلوكيات مثل العدوان (عندما يواجهون تحديًا خارجيًا) وإيذاء النفس تحت الضغط (عندما يواجهون تحديًا داخليًا). 
الرجال الذين لديهم معتقدات ذكورية قوية هم أقل عرضة لطلب الرعاية الصحية الوقائية بمقدار النصف؛ فهم أكثر عرضة للتدخين والإسراف في شرب الخمر وتجنب الخضار؛ الرجال أقل عرضة لطلب المساعدة النفسية.  وجدت مراجعة للأبحاث الحديثة صلة بين تأييد الذكورة غير المستقرة والنتائج الصحية السيئة لدى الرجال. وعلى الرغم من أن الارتباط كان "متواضعا"، إلا أنه كان مسؤولاً عن بعض النتائج الصحية السيئة للرجال، مقارنة بالنساء. 

### العلاقات الجنسية
النساء اللاتي يعتقدن أن شريكهن لديه ذكورة هشة (كما هو الحال في العلاقات التي تكسب فيها المرأة ضعف ما يكسبه شركاؤها من المال) كانوا أكثر عرضة لهزات الجماع المزيفة، وكانوا أقل عرضة لتقديم تواصل جنسي صادق.  ومع ذلك، حذر هؤلاء المؤلفون من الافتراض بأن أيًا من الشريكين هو المسؤول في مثل هذه الحالات، مشيرين إلى أنه يكاد يكون من المستحيل الوفاء بالمعايير الأمريكية للذكورة. 

## المعتقدات السياسية
تبين وجود صلة بين هشاشة الذكور، والمواقف السياسية العدوانية، مثل إنكار تغير المناخ. ويشير هذا إلى أن الذكورة الهشة أمر بالغ الأهمية لفهم مواقف الرجال وسلوكياتهم السياسية بشكل كامل. 

## الحلول المقترحة
بناءً على أبحاثهم، اقترحت مريم كوشكي وزملاؤها أن الاعتراف بالذكورة الهشة يعد خطوة أولى حاسمة نحو التحسين.  ويشيرون إلى أن العديد من الرجال لا يدركون حتى أنهم يشعرون بالتهديد، وأنهم لا يدركون حتى السلوكيات السامة التي قد تنجم عن التهديد.  زيادة الوعي الذاتي قد يسمح للرجال بكسر هذا النمط.  واقترح أيضًا تبني أشكال صحية من الذكورة.  أخيرًا، اقترح هؤلاء المؤلفون أن تفكيك الهياكل السامة في مكان العمل والتي تشجع المواقف الذكورية الضارة يعد خطوة حيوية في الحد من الذكورة الهشة.  وفقًا لستانالاند وزملائه، فإن التوقعات الأقل صرامة بشأن ماهية الرجولة يمكن أن تسمح بنوع أكثر مرونة من الذكورة. 

## الثقافة الشعبية
يُطلق على فيلم ضوء القمر لعام 2016 لقب "دروس متقدمة في الهشاشة الذكورية". تشيرون بطل الفيلم، بحسب الكاتب إيلي باديلو، اعتنق هشاشته كطريق لاكتشاف الذات. 

## أنظر أيضا
- الذكورة السامة
- فرط الذكورة
- دور الجنسين